# Sapromyza schnabli
Sapromyza schnabli is een vliegensoort uit de familie van de Lauxaniidae. De wetenschappelijke naam van de soort is voor het eerst geldig gepubliceerd in 1987 door Papp.